# Familia Supponizilor
Supponizii au fost o familie de nobili franci, având o anumită proeminență în regnum Italicum carolingian din secolul al IX-lea. Ei descindeau din Suppo I de Spoleto, care a apărut consemnat pentru prima dată în 817, ca fiind un puternic aliat al împăratului Ludovic Piosul. Suppo I și urmașii săi au condus din timp în timp Ducatul de Spoleto, de obicei în opoziție cu neamul Guideștilor, o altă puternică familie francă din Italia centrală. 

## Istoria
Familia Supponizilor și-a consolidat stăpânirile din nordul Italiei în perioada anilor 820-840, adesea controlând comitatele de Brescia (ereditar), Parma, Cremona, și Piacenza, printre altele. Puterea lor s-a extins și nu avea un nivel ridicat de centralizare. Astfel, ei împărțeau puterea cu episcopii orașelor respective și erau constant fideli ai împăraților carolingieni, pentru a asigura liniștea și stabilitatea atât de necesare administrării vastelor și discontinuelor lor domenii de pe valea Padului. Această loialitate, la rândul ei, le-a adus multă putere, în special în inima regiunii Emilia-Romagna. O membră a familiei Supponizilor, Engelberga, a devenit chiar împărăteasă, prin căsătoria eu cu împăratul Ludovic al II-lea. Datorită influenței Engelbergăi, Suponizii au devenit cea mai puternică familie din Italia în deceniile de domnie ale lui Ludovic și una dintre puținele care dețineau poziții înalte la curte.
După moartea lui Ludovic al II-lea, Supponizii au sprijinit pe rudele acestuia, ducii de Friuli, și pe pretendenții germani la coroana Italiei, împotriva ducilor de Spoleto din familia Guideschilor și a francilor occidentali. Influența lor a decăzut rapid după ce s-au opus lui Berengar I (duce de Friuli, devenit rege al Italiei) în 913 și s-au alăturat facțiunii din jurul lui Rudolf al II-lea al Burgundiei în 922. De la jumătatea secolului al X-lea nu se mai cunoaște nimic despre familia Supponizilor.

## Membrii proeminenți
- Suppo I, duce de Spoleto ca Suppo I (822-824)
- Suppo al II-lea
- Suppo al III-lea, duce de Spoleto ca Suppo al II-lea (871-876)
- Mauring, duce de Spoleto (824)
- Adelchis I, duce de Spoleto (824-834)
- Engelberga, împărăteasă în urma căsătoriei cu împăratul Ludovic al II-lea